# بن وانگ
بن وانگ (به انگلیسی: Ben Wang) یک بازیگر آمریکایی چینی الاصل است. او برای بازی در نقش جین وانگ در سریال چینی متولد آمریکا محصول دیزنی پلاس و در نقش بو در فیلم چانگ میتونه دانک بزنه شناخته شده است. همچنین وانگ در فیلم بچه کارته‌کار: افسانه‌ها (۲۰۲۵) در نقش اصلی بازی کرد.
وانگ پیش از اکران فیلم «بچه کاراته‌کار: افسانه‌ها» در مراسم جوایز دستاوردهای سینمایی سینماکان ۲۰۲۵، جایزه ستاره فردا را دریافت کرد.

## اوایل زندگی
وانگ در شانگهای چین به دنیا آمد. پدر و مادرش هنگامی که او چهار ساله بود طلاق گرفتند که منجر به مهاجرت او و مادرش به ایالات متحده در سن شش سالگی شد. وانگ در دوران کودکی خود در نورثفیلد (مینه‌سوتا)، به تناوب با مادر، پدربزرگ و مادربزرگش زندگی می‌کرد. وانگ برای تحصیل در تئاتر موزیکال به دانشگاه نیویورک رفت. در فوریه ۲۰۲۴، اعلام شد که وانگ نقش اصلی لی فونگ را در فیلم بچه کارته‌کار: افسانه‌ها در کنار رالف ماکیو و جکی چان بازی خواهد کرد.

## مهارت‌ها
وانگ به زبان انگلیسی و چینی ماندارین مسلط است. او همچنین در هنرهای رزمی مانند کاراته، کنپو، کونگ‌فو (در درجه اول وینگ‌چون)، کومدو و تکواندو مهارت دارد.

## فیلم‌شناسی

### سینما
- جذابیت جنسی (۲۰۲۲)
- چانگ میتونه دانک بزنه (۲۰۲۳)
- بینایی (۲۰۲۳)
- تخم‌مرغ خوب (۲۰۲۳)
- دختران بدجنس (۲۰۲۴)
- بچه کارته‌کار: افسانه‌ها (۲۰۲۵)
- پیاده‌روی طولانی (۲۰۲۵)

### تلویزیون
- مک‌گیور (۲۰۲۱)
- چینی متولد آمریکا (۲۰۲۳)
- برگری باب (۲۰۲۴)